# أنيسيديموس
أنيسيديموس (بالإغريقية: Αἰνησίδημος) في القرن الأول قبل الميلاد. هو فيلسوف اغريقي، وتلميذ لبيرون، ومن اتباع اكاديمية أفلاطون. دعا إلى النزعة الشكية. وعنده لا يمكن قبول التأكيد لأنه دائماً ما يكون هناك تأكيد مضاد. وفلسفة أنيسيديموس هي نتاج تحلل الفلسفة اليونانية القديمة.